# عملة 2 سين
عملة 2 سين (二銭硬貨) كانت عملة يابانية تبلغ قيمتها عُشري (1⁄50) ين ياباني، حيث يساوي 100 سين 1 ين. سكت تصميمي عملة 2 سين خلال فترة ميجي وهي مصنوعة من النحاس النقي تقريبًا، ثم سكت مرة أخرى من عام 1873 إلى عام 1884.  أوقف إصدار العملة في منتصف القرن العشرين.

## التاريخ
أصدرت عملة 2 السين في 29 أغسطس 1873 على أن وزنها سيكون ضعف وزن 1 سين. وذلك بعد عامين من اعتماد حكومة ميجي نظام العملة الجديد في 27 يونيو 1871. سكت العملة من النحاس بوزن 220 حبة (14.26 جم) وقطرها 1.25 بوصة (31.8 ملم). على الوجه تنين وتاريخ الحكم وعلى الظهر إكليل من الزهور مع ختم أقحوان في الأعلى. على كلا وجهي العملة كلمة 2 سين مكتوبة باللغتين الإنجليزية والكانجي. أصدرت عملة 2 سين بالعام السادس في عام 1873 تجريبيا قبل طرح الفئة رسميًا للتداول في العام التالي.
أصدر تصميمان من العملة تصميم التنين متغير فيهما في عام 1877. لم تصدر عملة 2 سين فيي عامي 11 أو 12 (1878 و1879) حيث أصدرت كمية كافية من العملة في السنوات السابقة. استئنف الإنتاج في عام 1880 بالعام 13، ولكن توقف إصدار عملة 2 سين في النهاية في عام 1884 بسبب تكلفتها الكبيرة.. ربما أصدرت عملة 2 سين مرة أخرى في عام 1892 (العام 25) لتعرض في المعرض الكولومبي العالمي. ظلت العملة المعدنية قانونية حتى نهاية عام 1953 عندما أصدرت الحكومة اليابانية قانونًا يلغي عملات الين الصغيرة.

## الإصدارات

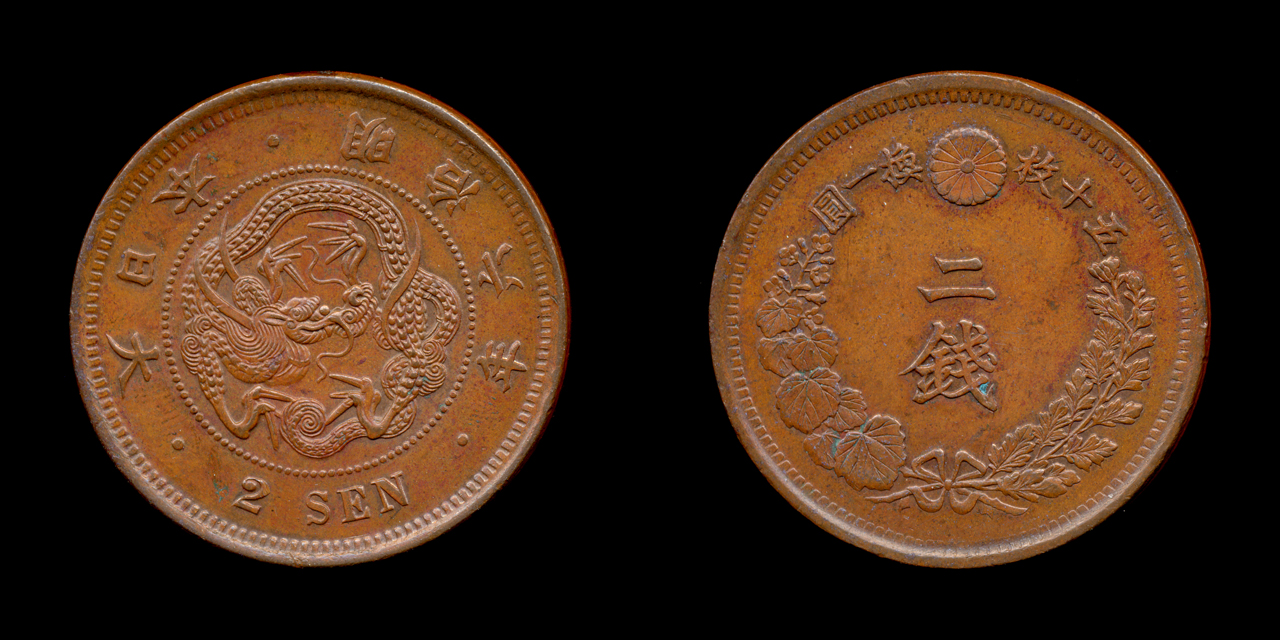
عملة 2 من عام 1873 (عام 6)

فيما يلي أرقام صدار عملة 2 سين وهي الأعوام بين العامين السادس والخامس والعشرين من حكم ميجي. تبدأ جميع التواريخ بالرمز الياباني 明治 (ميجي).
| السنوات | تقويم ياباني | تقويم ميلادي | العدد       |
| ------- | ------------ | ------------ | ----------- |
| 6       | 六           | 1873         | 3٬949٬758   |
| 7       | 七           | 1874         | مجهول       |
| 8       | 八           | 1875         | 22٬835٬255  |
| 9       | 九           | 1876         | 25٬817٬570  |
| 10      | 十           | 1877         | 33٬097٬868  |
| 10      | 十           | 1877         | 43٬290٬398  |
| 13      | 三十         | 1880         | 33٬142٬307  |
| 14      | 四十         | 1881         | 38٬475٬569  |
| 15      | 五十         | 1882         | 43٬572٬187  |
| 16      | 六十         | 1883         | 19٬476٬164  |
| 17      | 七十         | 1884         | 12٬090٬586  |
| 25      | 五十二       | 1892         | غير متداولة |